# Zdrada (film 1954)
Zdrada – amerykański dramat z 1954 roku z elementami melodramatu i filmu szpiegowskiego w reżyserii Gottfrieda Reinhardta.

## Fabuła
II wojna światowa, Holandia. Agent Pieter Deventer (Clark Gable) werbuje do pracy przeciwko Niemcom owdowiałą Carlę van Oven (Lana Turner) z zadaniem bycia łącznikiem między wywiadem a przeciwnikami nazistów w Holandii. Pikanterii dodaje fakt, że oboje mając się ku sobie rozpoczynają romans. Po przeszkoleniu i dotarciu na okupowane tereny van Oven zostaje przejęta przez charyzmatycznego i nietuzinkowego przywódcę ruchu oporu, znanego jako „Scarf” (Victor Mature). Jednakże wkrótce ruch oporu ponosi coraz większe straty w walkach z wrogiem. Dowództwo wywiadu podejrzewa, że w szeregach holenderskiej partyzantki działa zdrajca, wobec czego P. Deventer podejmuje się jego zdemaskowania. Poszlaki wskazują na van Oven.

## Obsada
- Clark Gable – pułkownik Pieter Deventer
- Lana Turner – Carla Van Oven
- Victor Mature – Scarf
- Louis Calhern – generał Ten Eyck
- Theodore Bikel – niemiecki szpieg